# Wolf 489
Wolf 489 is een witte dwerg met een spectraalklasse van DZ.10.0. De ster bevindt zich 27.24 lichtjaar van de zon.